# Konferencja Narodów Zjednoczonych w sprawie Zmian Klimatu, Paryż 2015
| Konferencja ONZ w sprawie Zmian Klimatu 2015 |                      |
| Miejsce                                      | Le Bourget, Francja  |
| Czas trwania                                 | 30 lis – 12 gru 2015 |
| Uczestnicy                                   | członkowie UNFCCC    |
| Strona                                       | cop21.gouv.fr        |

Konferencja Narodów Zjednoczonych w sprawie Zmian Klimatu, Paryż 2015 (ang. United Nations Framework Convention on Climate Change, 21st Conference of the Parties, skr. COP21) – międzynarodowe obrady, podczas których miały miejsce jednocześnie 21. konferencja stron UNFCCC oraz 11. spotkanie stron Protokołu z Kioto (skr. CMP11, ang. 11th Meeting of the Parties to the 1997 Kyoto Protocol), które odbywały się w podparyskim Le Bourget od 30 listopada do 12 grudnia.
W 2015 roku miała miejsce 21. coroczna sesja Konferencji Stron ramowej konwencji Narodów Zjednoczonych w sprawie zmian klimatu (1992) oraz 11. sesja Spotkania Stron Protokołu z Kioto (1997). Celem konferencji było zawarcie umowy i powszechnego porozumienia w kwestii klimatu między wszystkimi państwami świata.
Konferencja zrealizowała założony cel po raz pierwszy osiągając światowy kompromis w ramach ograniczenia zmian klimatu jako porozumienie paryskie, które przyjęto przy aklamacji niemal wszystkich państw. Porozumienie zostanie prawnie wiążące jeśli przynajmniej 55% krajów będących członkami Konwencji, wytwarzających minimum 55% globalnych emisji gazów cieplarnianych będzie chciało stać się stroną poprzez złożenie podpisu oraz następnej ratyfikacji i akceptacji, lub poprzez przystąpienie (złożenie podpisu) w nowojorskiej kwaterze głównej ONZ w okresie 22 kwietnia 2016 – 21 kwietnia 2017 roku. Regulacje powinny wejść w życie od 2020 roku. Według komitetu organizacyjnego, najważniejszym rezultatem jaki oczekiwano było ograniczenie do 2100 roku globalnego ocieplenia (wzrostu światowych temperatur) – w porównaniu z czasami przedprzemysłowymi – do poziomu nieprzekraczającego 2 stopni Celsjusza. Cel ten uzupełniono – w przyjętej wersji paryskiego porozumienia – oświadczeniem, że strony „dążą do” uzyskania limitu wzrostu temperatury na poziomie 1,5 °C. Zgodnie z opiniami części naukowców ten bardziej rygorystyczny cel (1,5 °C) będzie wymagał zerowej emisji dwutlenku węgla (netto) pomiędzy ok. 2030–2050 rokiem. Jednakże w ostatecznej wersji paryskiego porozumienia nie określono żadnego precyzyjnego harmonogramu czy szczegółowych celów dla poszczególnych państw w zakresie emisji – w odróżnieniu od wcześniejszego Protokołu z Kioto. Zgodnie z ugodą zerowy poziom emisji powinien zostać osiągnięty najpóźniej w drugiej połowie XXI wieku.
Przed konferencją 146 państwowych zespołów klimatycznych publicznie zaprezentowało własne projekty klimatyczne (Intended Nationally Determined Contributions, skr. INDC). Zasugerowane wówczas zobowiązania określały w przybliżeniu ograniczenie wzrostu globalnego ocieplenia do 2,7 °C przed 2100 rokiem. Dla przykładu Unia Europejska zasugerowała, że INDC zobowiązuje do przynajmniej 40% redukcji emisji przed 2030 rokiem w porównaniu do 1990 roku. Przed tamtym spotkaniem – podczas MedCop21 w dniach 4–5 czerwca 2015 roku – w Marsylii (Francja) zgromadzenie prowadziło rozmowy na temat globalnego ocieplenia w rejonie Morza Śródziemnego. Wcześniejsze spotkanie odbywało się w Bonn (Niemcy) w dniach 19–23 października 2015 z udziałem ministrów środowiska z całego świata.

## Tło

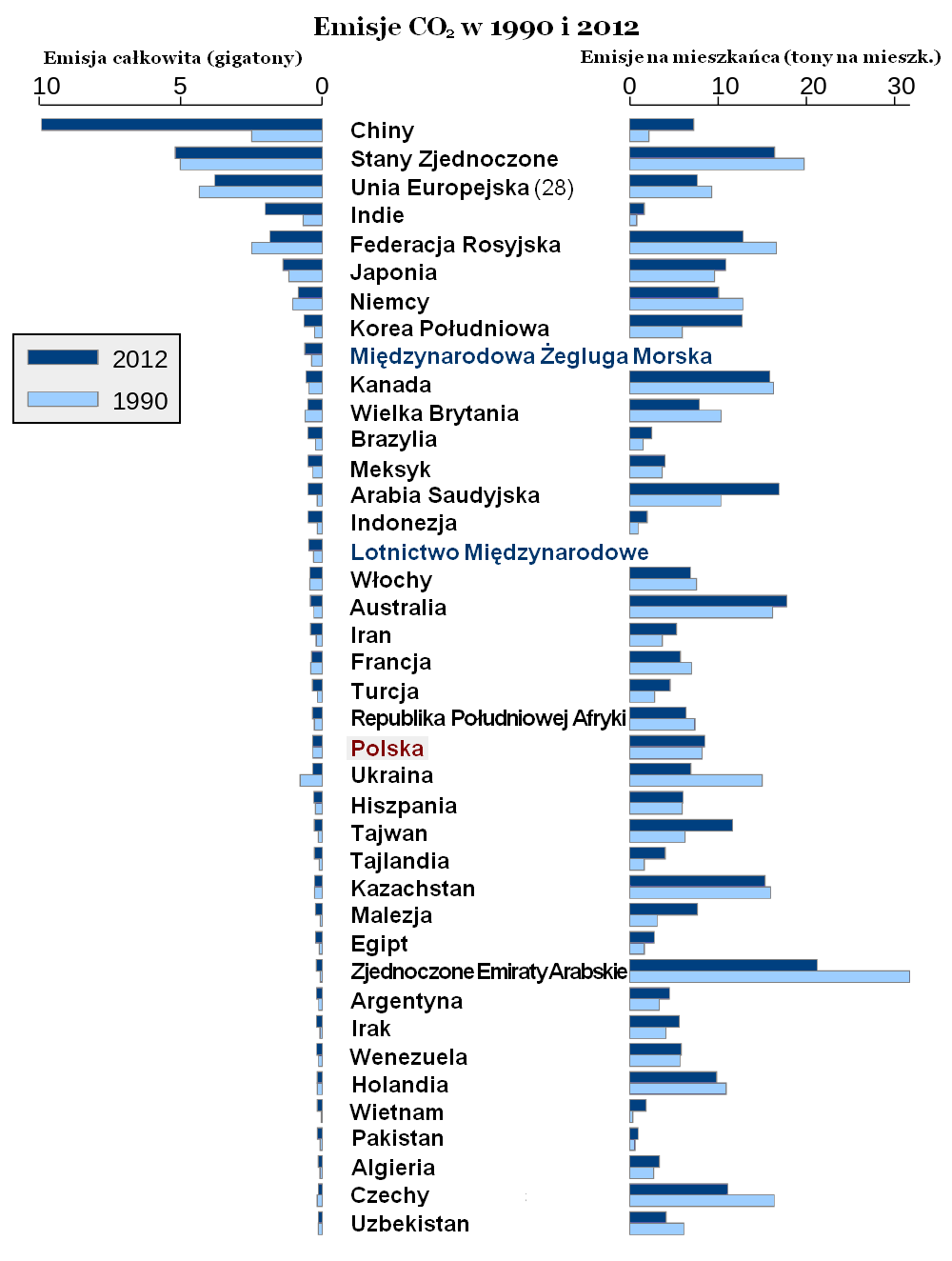
Wykres przedstawia porównanie emisji CO_{2} czołowych 40 państw świata w 1990 i 2012 (oraz przeliczenie na osobę).

Według komitetu organizacyjnego, cel konferencji z 2015 roku było osiągnięcie – po raz pierwszy w okresie ponad 20-letnich negocjacji ONZ – zawiązanie i wszechstronne porozumienie ws. klimatu przez wszystkie narody świata. Papież Franciszek w czerwcu 2015 roku opublikował encyklikę Laudato si’, która częściowo miała wpłynąć na przebieg konferencji. Treść encykliki wzywa do działań przeciwko zmianom klimatu. Międzynarodowa Konfederacja Związków Zawodowych wezwała do osiągnięcia celu poprzez hasło „zero węgla, zero ubóstwa”, a sekretarz generalna Sharan Burrow powtarzała, że „na umarłej planecie nie ma pracy”.

### Rola Chin i Stanów Zjednoczonych
Zespoły ekspertów takie jak World Pensions Council (WPC) twierdziły, że kluczem do sukcesu jest przekonanie amerykańskich i chińskich decydentów politycznych:

Tak długo jak polityczni decydenci w Waszyngtonie i Pekinie [nie] przeznaczą całego ich politycznego kapitału na przyjęcie ambitnych ograniczeń docelowych w emisji dwutlenku węgla, godne pochwały wysiłki innych rządów G20 zostaną w sferze pobożnych życzeń

## Lokalizacja i udział

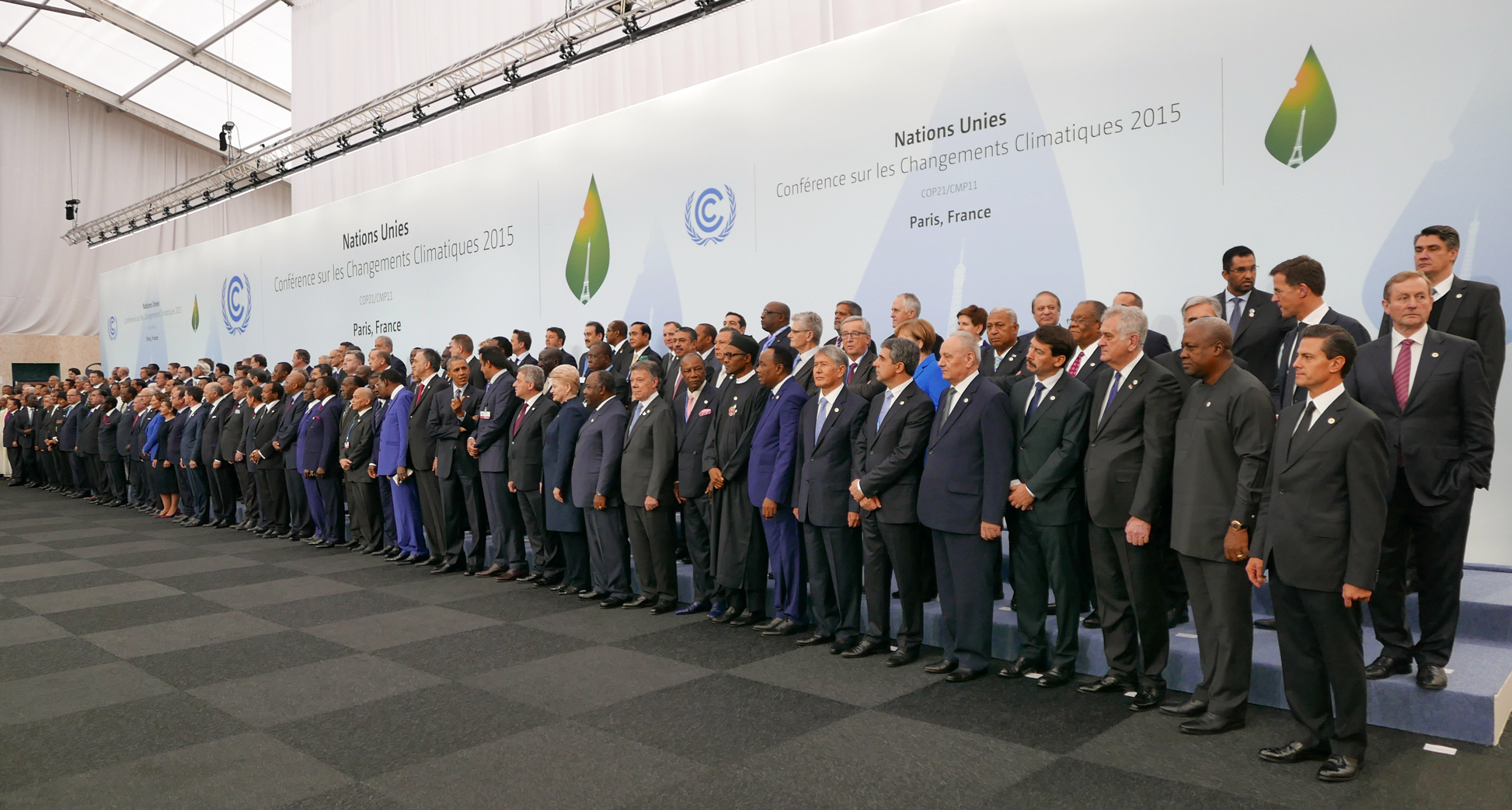
COP 21: Szefowie delegacji

Miejsca rozmów UNFCCC prowadzone są w różnych państwach należących do ONZ. Konferencja w 2015 roku odbyła się w Le Bourget w dniach 30 listopada – 12 grudnia.
Francja posłużyła jako modelowe państwo dla delegatów uczestniczących w COP21, ponieważ jest jednym z niewielu rozwiniętych krajów na świecie, które dekarbonizują produkcję energii elektrycznej jak i odejście od wytwarzania energii z paliw kopalnych (bezwęglowe technologie, w tym przypadku energia nuklearna) zapewniając jednocześnie wysoki standard życia.  W 2012 roku Francja wyprodukowała ponad 90% energii elektrycznej przy zerowym poziomie emisji dwutlenku węgla (m.in. nuklearna, hydroelektryczna i wiatrowa).
Konferencja miała miejsce dwa tygodnie po serii ataków terrorystycznych, do których doszło głównie w samym centrum Paryża. Po tych wydarzeniach zaostrzono bezpieczeństwo w związku ze zbliżającą się konferencją rozmieszczając 30 000 policjantów oraz 285 punktów kontroli bezpieczeństwa na terenie całego kraju aż do zakończenia konferencji klimatycznej.

## Negocjacje
Nadrzędnym celem Konwencji była redukcja emisji gazów cieplarnianych w celu ograniczenia globalnego wzrostu temperatur do 2 °C powyżej poziomu sprzed epoki przemysłowej. Jednakże w 2012 roku Christiana Figueres przyznała w trakcie zamykającego konferencję w Doha briefingu:

Aktualne obietnice zgodnie z drugiem okresem rozliczeniowym na mocy protokołu z Kioto są w sposób oczywisty niewystarczające by zagwarantować to by temperatura została poniżej 2 °C, i jest nadal rosnąca różnica między działaniami państw a tym co nauka ma nam do powiedzenia.

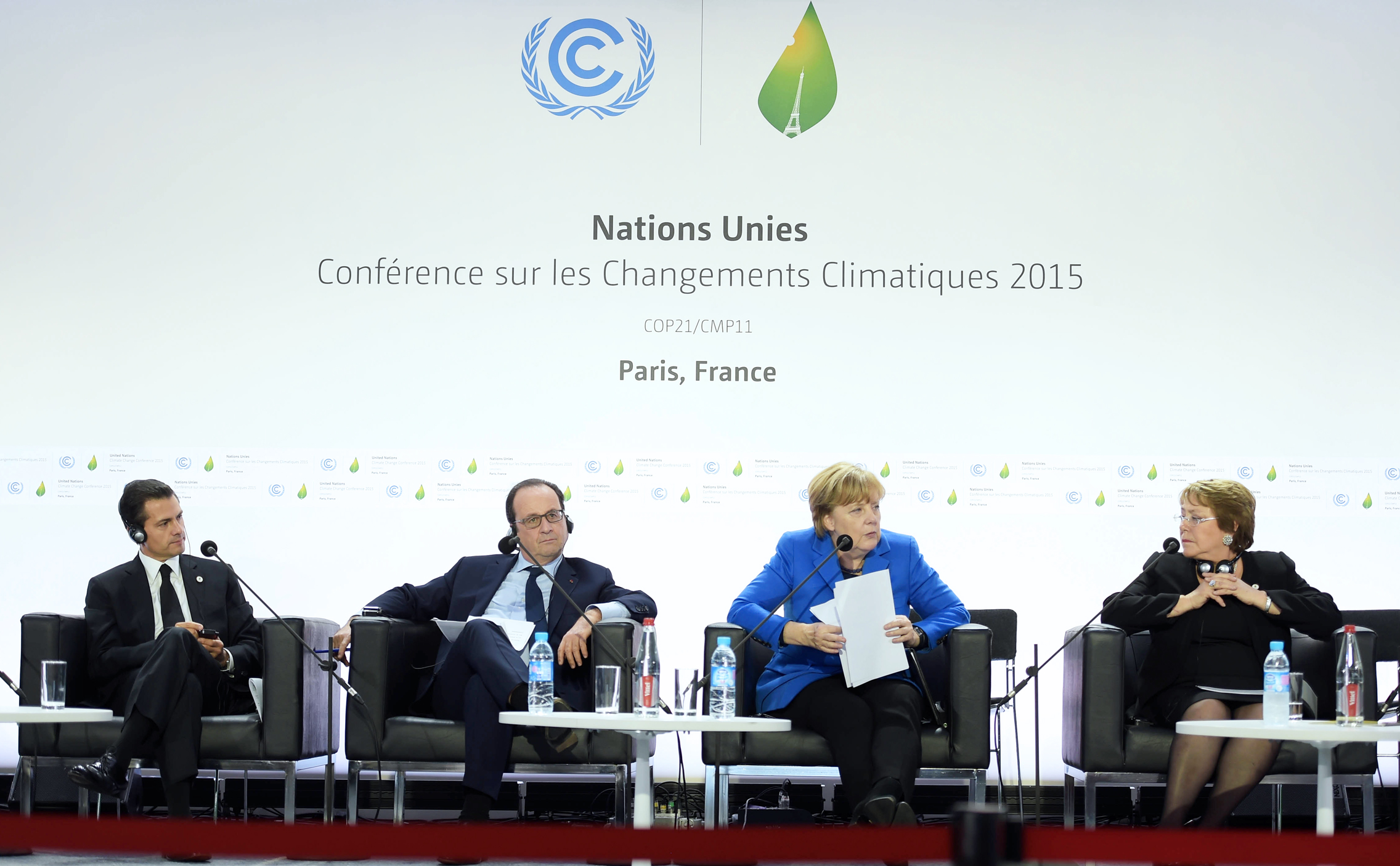
Enrique Peña Nieto, François Hollande, Angela Merkel, Michelle Bachelet

Podczas poprzednich negocjacji klimatycznych państwa zgodziły się na zarys działań, które planują przyjąć z globalnym porozumieniem przed 1 października 2015. Te zobowiązania znane są jako Intended Nationally Determined Contributions (lub INDC). INDC pozwoliłoby obniżyć światowe ocieplenie z szacunkowych 4–5+°C (przed 2100 rokiem) do 2,7 °C, a także zredukować emisje na osobę poniżej 9% przed 2030 rokiem, jednocześnie przynieść nadzieję dla organizatorów konferencji dla dalszych redukcji w przyszłości co pozwoliłoby na realizację docelowych 2 °C.

## Rezultat konferencji
12 grudnia 2015 roku 195 uczestniczących państw, w drodze konsensusu, zgodziło się na przyjęcie ostatecznego porozumienia globalnego – Paryskiego Porozumienia, według którego ma nastąpić redukcja emisji jako część sposobu na zmniejszenie emisji gazów cieplarnianych. W 12-stronicowym dokumencie strony przystały na obniżenie produkcji dwutlenku węgla „tak szybko jak to możliwe” i zapewniły, że dołożą wszelkich starań by utrzymać światowe ocieplenie na poziomie „znacząco niższym niż 2 °C”. Minister spraw zagranicznych Francji Laurent Fabius stwierdził, że ten „ambitny i zrównoważony” plan stanowił „historyczny punkt zwrotny” jako cel redukcji globalnego ocieplenia.

### Niewiążące zobowiązania, brak mechanizmów ich egzekwowania

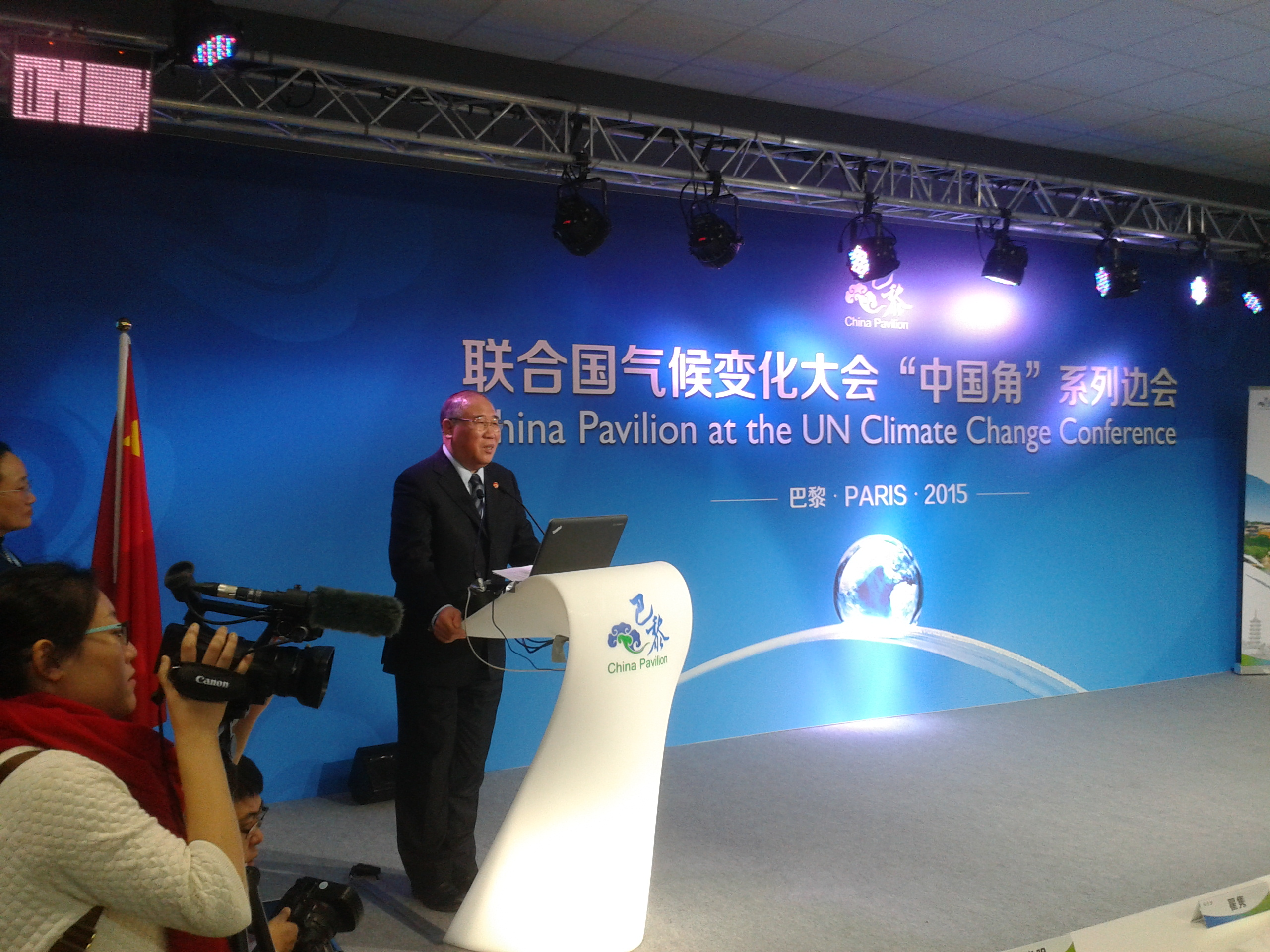
Konferencja prasowa w pawilonie chińskim.

Porozumienie nie będzie wiążące dla państw członkowskich do momentu kiedy 55 stron – które produkują ponad 55% światowych gazów cieplarnianych – nie ratyfikuje tego porozumienia. Istnieją wątpliwości, czy np. Stany Zjednoczone ze zdominowanym przez Partię Republikańską Kongresem zgodzą się na to.
Każde państwo, które ratyfikuje porozumienie będzie zobowiązane do określenia docelowej redukcji emisji, ale ta ilość będzie dobrowolna. Pojawi się mechanizm zmuszający państwo do ustalenia celu przed określoną datą, ale jednocześnie nie będą prowadzone żadne postępowania wykonawcze jeśli cel ten nie zostanie osiągnięty. Plan ten będzie jedynie czymś na wzór „nazwać po imieniu i zawstydzić” (name and shame) lub – jak Janos Pasztor (asystent sekretarza generalnego ONZ ds. zmian klimatu) powiedział amerykańskiej telewizji informacyjnej CBS News – „nazwać i dodać otuchy” (name and encourage). Z kolei byli naukowcy agencji kosmicznej NASA skrytykowali rozmowy mające na celu nowy globalny układ, który ma ograniczać emisję gazów cieplarnianych po 2020 roku, co według nich rysuje się słowami „brak działań, tylko obietnice” (no action, just promises).

### Udział inwestorów instytucjonalnych w ograniczaniu paliw kopalnych
Podczas 5. corocznego światowego forum emerytalno-inwestycyjnego, odbywającego się na marginesie szczytu COP21, kierownik Earth Institute Jeffrey Sachs argumentował, że inwestorzy instytucjonalni ostatecznie uniezależnią przedsiębiorstwa od węgla, jeśli nie będą one w stanie zareagować na polityczne i regulacyjne działania zatrzymujące zmianę klimatu:

Przyszłość każdego przedsiębiorstwa energetycznego w portfolio [funduszu emerytalnego] potrzebuje być przeanalizowana pod kątem czysto finansowym, «Dlaczego to [przedsiębiorstwo] chcielibyśmy wstrzymać na okres 5–20 lat?» […] Jeśli będziemy nadal trzymać duże spółki energetyczne, które nie mają odpowiedzi na zasadniczy sprawdzian finansowy, uprawiać będziemy jedynie hazard. Musimy wziąć powierniczą odpowiedzialność – to nie są udane zakłady.

Niektórzy amerykańscy decydenci byli zgodni, w szczególności Al Gore, który powiedział, że „żadne porozumienie nie jest doskonałe, a to musi być z upływem czasu wzmocnione, natomiast grupy na wszystkich poziomach społeczeństwa rozpoczną teraz redukcję niebezpiecznego zanieczyszczenia cząstkami węgla w ramach tego porozumienia”.

## Deklaracje stron niepaństwowych

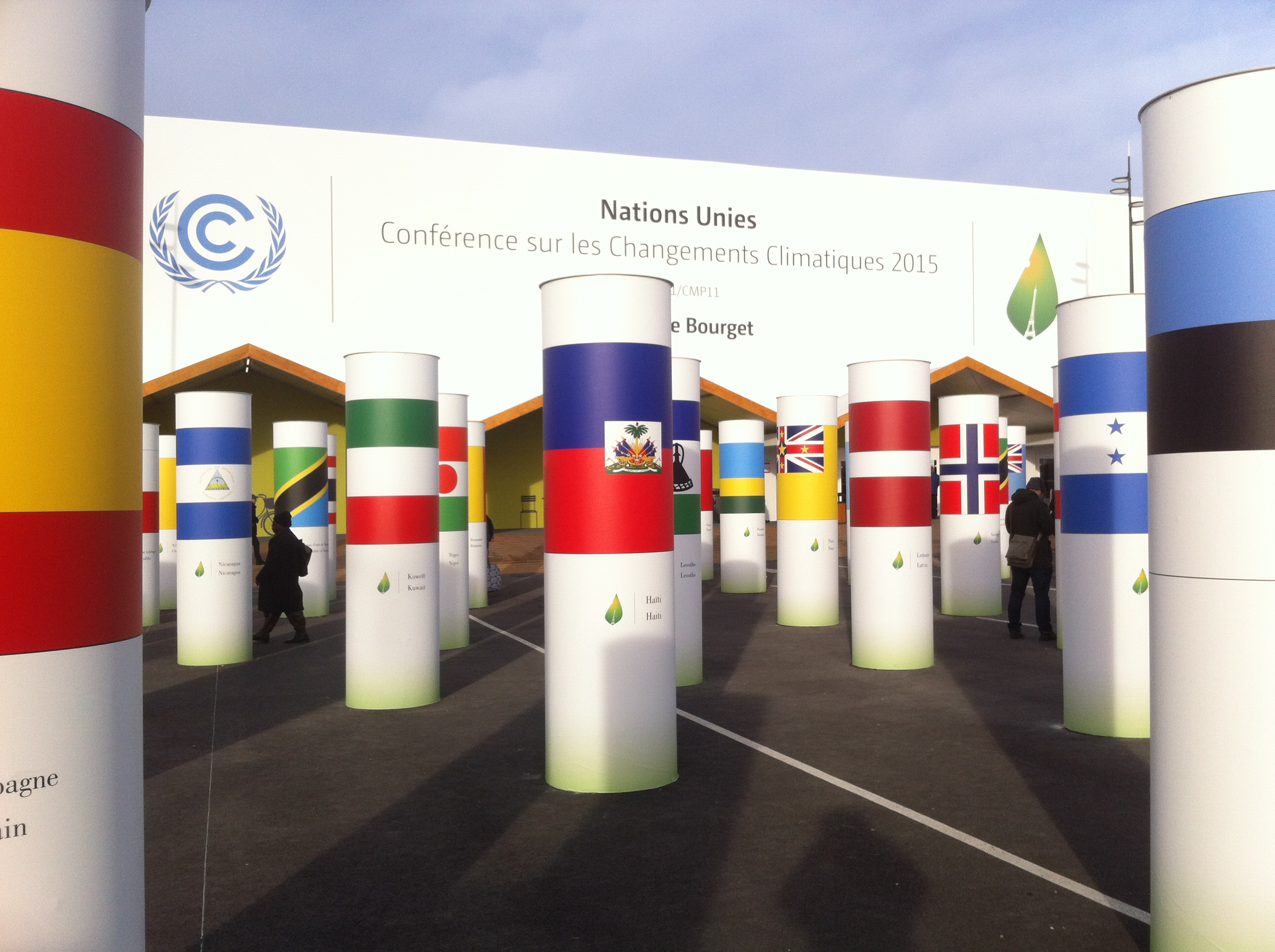
Widok na zewnątrz hali negocjacyjnej COP21, na terenie centrum wystawowego.

Jak ma to zwykle miejsce przed podobnymi dużymi konferencjami, główne organizacje pozarządowe jak i grupy rządów sporządziły i opublikowały projekty zawierające szeroki wachlarz deklaracji. Planowały one dążyć do osiągnięcia konsensusu w trakcie konferencji pod Paryżem. Obejmują one (przynajmniej) następujące inicjatywy:
- ICLEI (Local Governments for Sustainability) podczas swojego Kongresu Światowego, rozpoczęło nowy program działań ewoluujących (Transformative Actions Program, TAP) zakładający rozwój lokalnych i subnarodowych działań przed COP21[44] w celu stworzenia – na bazie własnych zobowiązań z COP11 (2005, szczyt w Montrealu) – ram potrójnej linii przewodniej, co wynikało z tamtych rozmów, a także innych akcji o znaczeniu lokalnym[45].
  - „Europejskie stolice i duże miasta na rzecz klimatu w drodze do deklaracji COP 21” przyjęte 26 marca 2015 roku przez „przedstawicieli europejskich stolic i dużych miast 28 Członków Unii Europejskiej podczas spotkania burmistrzów zorganizowanego przez Anne Hidalgo (mer Paryża) i Ignazio Marino (burmistrz Rzymu), którzy twierdzili, że «miejskie przestrzenie nieosłonięte przed zmianami klimatu są także zasadniczo innowatorskimi strefami testowymi»”[46], co jest naciskiem na mechanizmy ICLEI, metrykę i deklarację z 2005 roku.
- partnerstwa korporacyjne i publiczno-prywatne
  - Podczas Światowego Szczytu Regionów na rzecz Klimatu (World Summit of Regions for Climate, WSRC) odbywającego się w Paryżu w 2014 roku, Arnold Schwarzenegger, twórca R20 Regions of Climate Action, zaprosił koalicję rządów, przedsiębiorstw i inwestorów do podpisania projektu „Paris Declaration”. Podpisy liderów miały być złożone m.in. w trakcie World Climate Summit w Limie (2014), World Green Economy Summit w Dubaju (2015) oraz COP21. Sygnatury te miały być przedstawione podczas paryskiego szczytu jako najsilniejsza międzynarodowa platforma publiczno-prywatnego partnerstwa dla rozwiązań klimatycznych[47].
  - The Shift Project podpisał deklarację wymuszającą podjęcie zdecydowanych działań by stawić czoła kwestiom klimatu przed rozpoczęciem COP21. Innymi sygnatariuszami zostali MEDEF, CGPME oraz 11 innych organizacji, które zrzeszają przedsiębiorstwa skupione na odpowiedzialności społecznej i zrównoważonym rozwoju[48].
- starania ludów tubylczych to m.in.[49]:
  - Asia Indigenous Peoples’ Declaration (tłum. deklaracja azjatyckich ludów tubylczych), gdzie napisano m.in.: „Wzywamy państwa członkowskie do porzucenia fałszywych rozwiązań w ramach zmian klimatu, które negatywnie wpływają na prawa ludów tubylczych do ich ziemi, powietrza, oceanów, lasów i terytoriów.”[50]
  - IPACC działający na rzecz afrykańskich, ale także światowych ludów tubylczych[51][52][53]
  - szeroki wachlarz różnych grup i narodów „szukających obecności” w rozwoju po 2015 roku, np. Centre for Autonomy and Development of Indigenous People in Nicaragua[54]
  - wiele autochtonicznych systemów politycznych i władz domagających się uznania w ramach deklaracji praw ludów tubylczych[55], które podczas konferencji ONZ w Limie (2014) żądały aprobaty oraz zmian[56]. W 2015 roku miało to obejmować tych z konkretnymi uwagami, np. konfederacja Wabanaki, która sprzeciwia się szczelinowaniu hydraulicznemu i proponowanemu rurociągowi Energy East, ogłosiła, że wyśle przedstawicielstwo dyplomatyczne dotyczące wydarzeń z 2013 roku w Nowym Brunszwiku (Kanada), które zwróciły uwagę na względny brak równowagi mocy, by stanąć przeciw korporacjom paliw kopalnych nawet na niescedowanych terenach:
    - „Kanada jest domem dla 75% światowych [sic!] korporacji górniczych i mają one skłonność do względnej bezkarności w kanadyjskich sądach” – Winona LaDuke[57]
- projekt Women’s Earth and Climate Action Network (WECAN International) ubiegający się o „silne posłuszeństwa kobiet na całym świecie” dzielących się „historiami, trudnościami, rozwiązaniami i planami działań… mobilizacja kobiecej sprawiedliwości klimatycznej”[58]
- International Solar Alliance: indyjski premier Narendra Modi ogłosił podczas Szczytu G-20 w 2015 roku, że razem z prezydentem Francji François Hollande’em planuje zaproponować stworzenie sojuszu państw bogatych w słońce, podobnego do OPEC[59][60]. Przed szczytem klimatycznym ci dwaj liderzy wysłali pisemne zaproszenia dla ponad 100 krajów, które miałyby dołączyć do koalicji, która nazywałaby się International Agency for Solar Policy and Application (InSPA)[61].
- szereg różnych inicjatyw przygotowanych, które miały na celu wpłynąć na istotne decyzje podczas paryskiej konferencji[62].

## Finansowanie
Koszt organizacji konferencji spodziewany był na poziomie 170 mln EUR. Minister spraw zagranicznych Francji Laurent Fabius stwierdził, że 20% kosztów miały ponieść przedsiębiorstwa, takie jak EDF, Engie (przed kwietniem 2015: GDF Suez), Air France, Renault-Nissan oraz BNP Paribas. Powiedział on wówczas także:

Faktem jest iż my rzeczywiście potrzebujemy pewnego finansowania z prywatnego sektora by podołać wydatkom konferencji paryskiej […] Gdybyśmy prosili o pomoc wyłącznie najbardziej jednolite spółki zajmujące się czystymi technologiami, spośród których sporo jest stosunkowo niewielkich, nie osiągnęlibyśmy tego
[…] Świat nie jest doskonały i próbujemy z poczuciem silnej potrzeby zmierzać w lepszym kierunku. Uważamy, że powinniśmy pracować z tymi, którzy mogą być częścią problemu w danym czasie, ale jesteśmy na właściwej ścieżce i na poważnie zależy nam by poprawić sytuację. To nie jest idealny wybór. To jest wybór pragmatyczny, ale musieliśmy to zrobić.

## Demonstracje

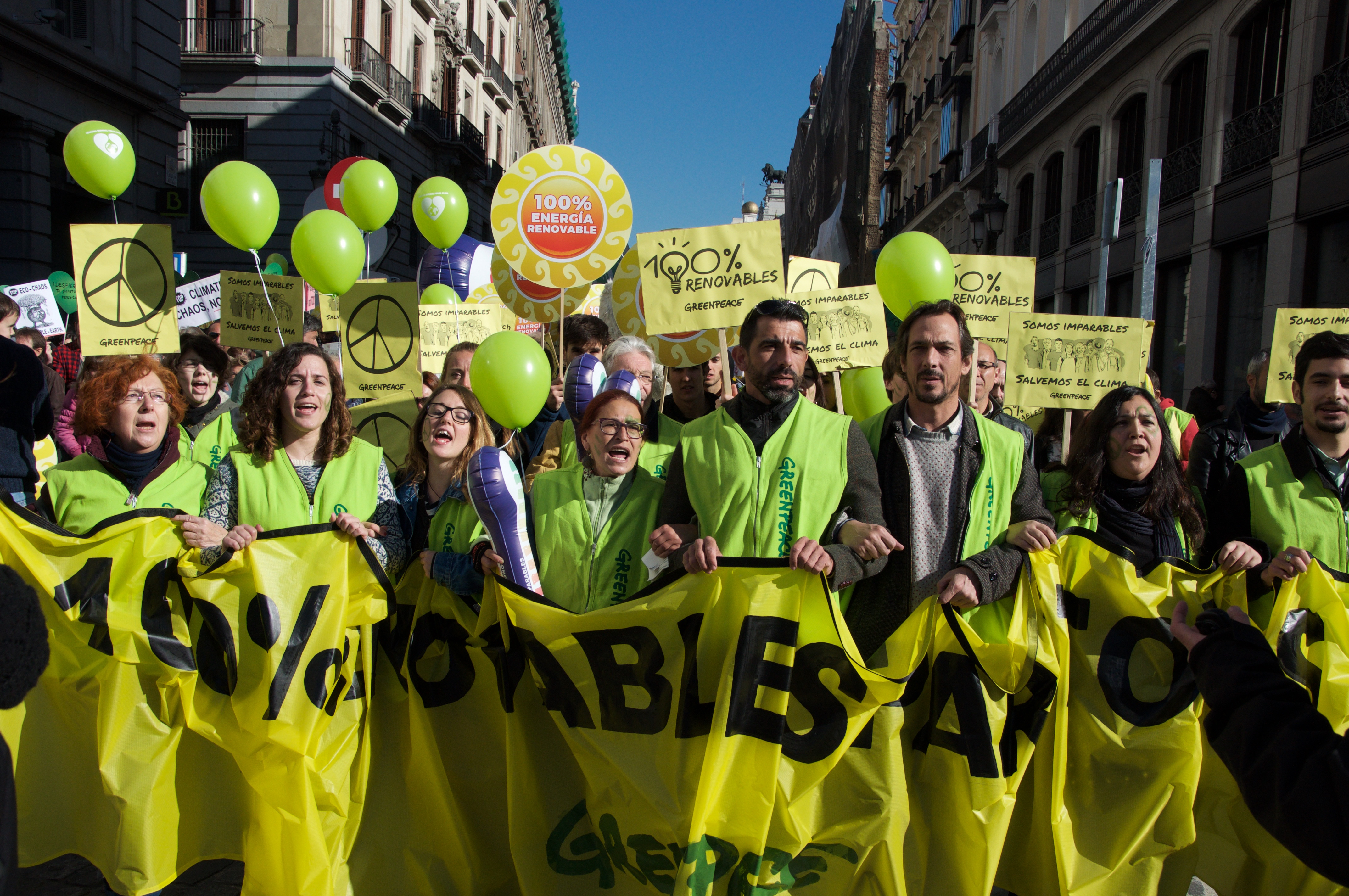
Aktywiści Greenpeace’u żądający 100% energii odnawialnej, podczas marszu klimatycznego w Madrycie (2015).

600 000 osób na całym świecie wzięło udział w demonstracjach w ramach wyraźnego poparcia dla paryskiego szczytu. W obliczu zamachów terrorystycznych jakie miały miejsce 13 listopada, zgromadzenia w miejscach publicznych na terenie Paryża zostały przez rząd Francji zakazane, zezwolono natomiast w dniu 12 grudnia na przeprowadzenie demonstracji, gdzie kilka tysięcy aktywistów (z całej Europy jak i odleglejszych rejonów świata) manifestowało w okolicy Łuku Triumfalnego przeciwko – w ich opinii – niewystarczającemu rezultatowi zakończonej konferencji klimatycznej. Wcześniej, 29 listopada na paryskim Placu Republiki miała miejsce nielegalna demonstracja, w trakcie której doszło do brutalnych starć pomiędzy antykapitalistycznymi protestantami i policją, co skończyło się licznymi aresztowaniami.